# Peynir helva

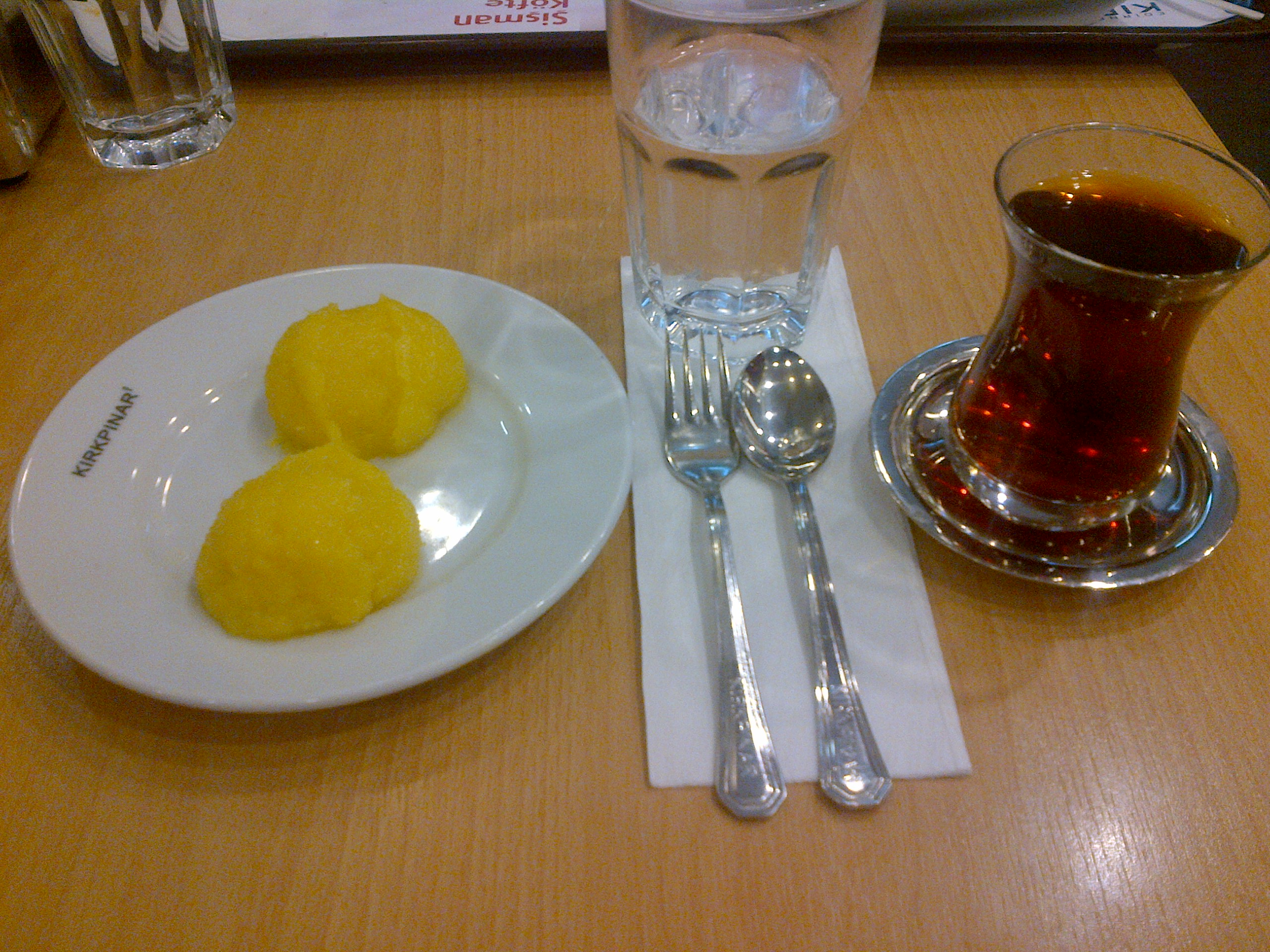
Peynir helva i te turc.

Peynir helva o Peynir helvası («Halva de formatge») és una halva o darreria a la cuina turca feta amb formatge sense sal com a ingredient bàsic, típica de la Tràcia oriental. La recepta inclou mantega, sucre, ous, i en algunes regions de Turquia també sèmola.